# Scaphyglottis stellata
Scaphyglottis stellata är en orkidéart som beskrevs av Conrad Loddiges och John Lindley. Scaphyglottis stellata ingår i släktet Scaphyglottis och familjen orkidéer. Inga underarter finns listade i Catalogue of Life.

## Bildgalleri

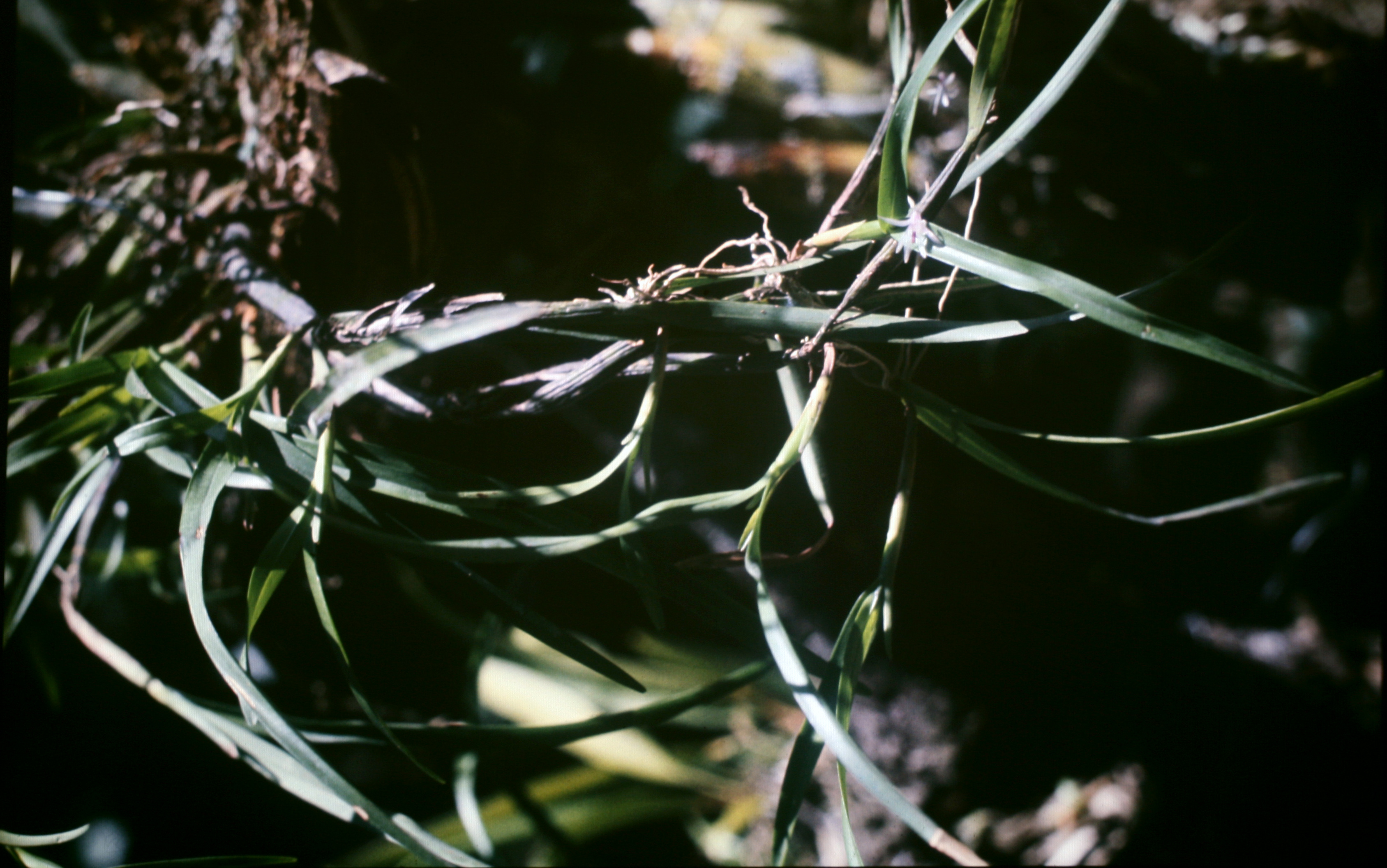
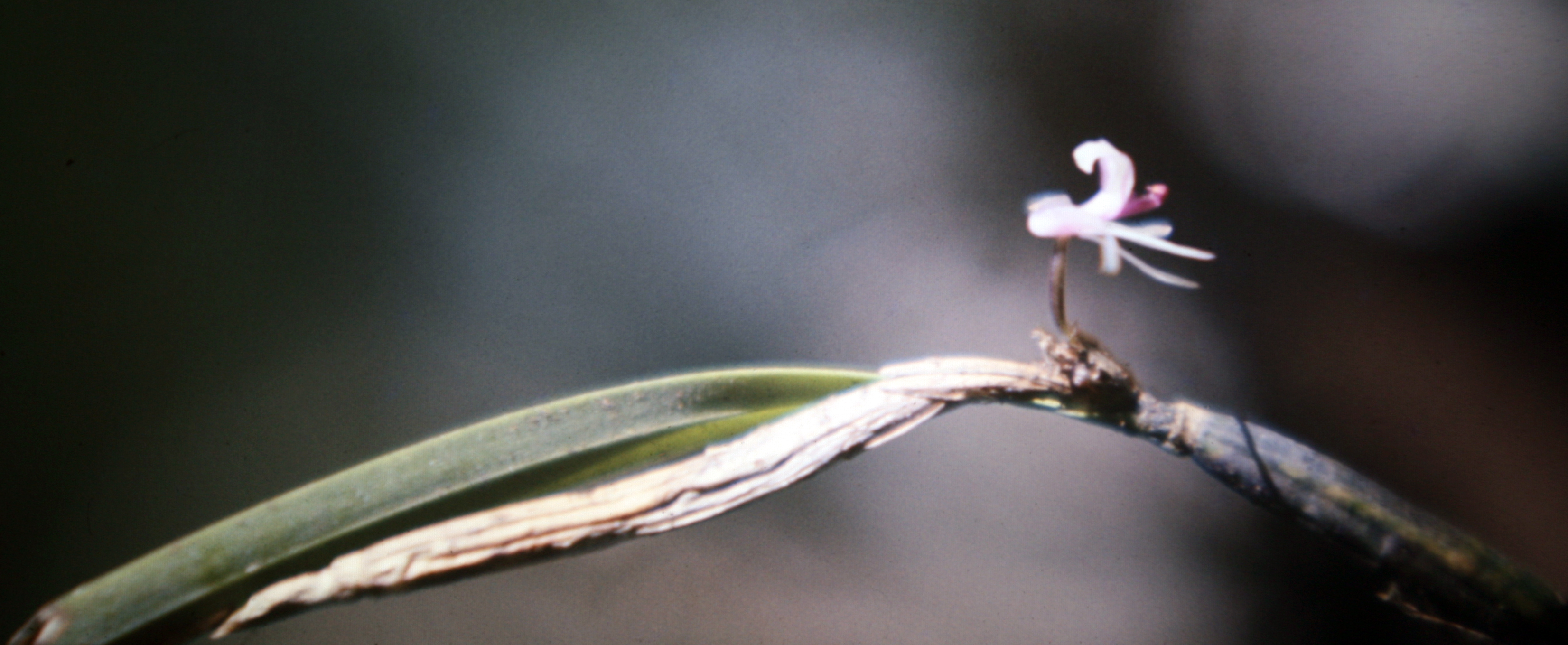
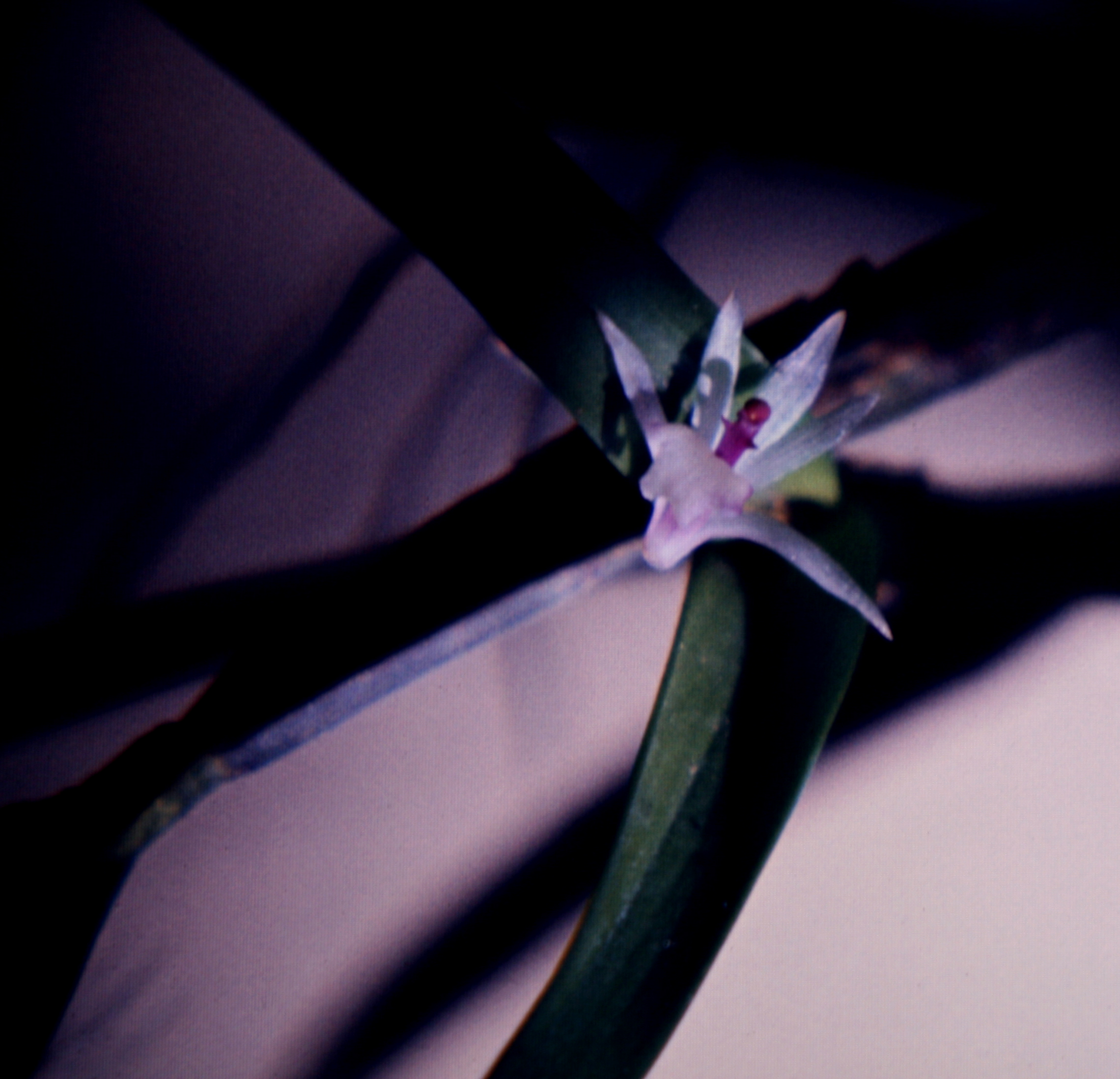